# Triangolato
Triangolato è un termine utilizzato in araldica per indicare un campo, o pezza, coperto di triangoli, aderenti per tutti i lati e di smalti scambiati.

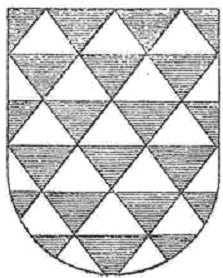
triangolato d'azzurro e d'argento
Triangolato d'argento e di rosso di tre file
Triangolato di nero e d'oro (Autrey-lès-Cerre, Francia)